# Шумнинське сільське поселення
Шу́мнинське сільське поселення (рос. Шумненское сельское поселение) — сільське поселення у складі Вяземського району Хабаровського краю Росії.
Адміністративний центр та єдиний населений пункт — селище Шумний.

## Населення
Населення сільського поселення становить 268 осіб (2019; 339 у 2010, 492 у 2002).